# Poecilimon hoelzeli
Poecilimon hoelzeli är en insektsart som beskrevs av Carl Otto Harz 1966. Poecilimon hoelzeli ingår i släktet Poecilimon och familjen vårtbitare. IUCN kategoriserar arten globalt som livskraftig. Inga underarter finns listade i Catalogue of Life.